# Méduse tenant la tête de Persée
 (février 2025).
Méduse tenant la tête de Persée est une sculpture créée par l'artiste argentin Luciano Garbati en 2008. La statue met en scène une inversion des rôles de la légende grecque de Persée et Méduse : Méduse tient une épée et la tête de Persée. Une version en bronze coulé est temporairement exposée dans le Collect Pond Park, dans le quartier du Bas Manhattan.
Suite à une publication de l'auteur sur le réseau social Instagram en juin 2018, l'œuvre a été liée au mouvement Me Too.

## Création et description
La sculpture représente Méduse, nue, tenant la tête de Persée dans sa main droite, et une épée dans sa main gauche. La Méduse originale a été sculptée dans de l'argile, avant d'être coulée dans un moule. La statue actuelle est en résine et renforcée de fibre de verre. La sculpture mesure un peu plus de deux mètres de haut,.
Garbati grandit près de Florence, où le Persée tenant la tête de Méduse de Benvenuto Cellini est exposé dans la Loggia Lanzi de la Piazza della Signoria (place de la Seigneurie), la place touristique la plus importante de la ville. Admirateur du travail de Cellini, Garbati voulut inverser les rôles du récit. Dans une interview donnée au Quartz, il fait la distinction entre le Persée de Cellini et sa Méduse ; il oppose le Persée triomphant de Cellini à une Méduse déterminée qui a agi en état de légitime défense. Il déclarera plus tard ne pas être au courant que Méduse était une icône féministe à l'époque.

## À New York
Une photo de la statue Méduse tenant la tête de Persée, sous-titrée du commentaire « Soyez reconnaissants, nous ne voulons que l'égalité et non des représailles », devient virale sur les réseaux sociaux en 2018. Le photographe new-yorkais Bek Andersen, après avoir vu cette image, entra est rapidement en contact avec un mécène anonyme,. Par la suite, Méduse devient la pièce maîtresse de "Medusa With The Head", une exposition éphémère au Bowery qui se déroula de novembre 2018 à janvier 2019.
Andersen et Garbati ont ensuite collaboré pour participer au programme "Art in the Parks" de la ville de New York, qui vise à mettre en valeur les parcs de la ville tout en permettant aux artistes d'exposer dans de nouveaux espaces. Dan le cadre de ce programme, une réplique en bronze de Méduse a été installée dans le Collect Pond Park, en face du bâtiment où se trouve le tribunal pénal du comté de New York,. Des rapprochements ont été faits entre l'œuvre et le procès pour agression sexuelle d'Harvey Weinstein, qui s'est déroulé au tribunal pénal du comté de New York.